# クラヴ・サキニム
クラヴ・サキニム（ヘブライ語: קרב סכינים）は、イスラエルのチャンネル10で2007年9月より放送されている料理番組。日本の料理の鉄人をベースとしている。挑戦者が外国の料理を専門とする鉄人に挑戦するシステムは同じであるが、採点ポイントは150上限となっている。ホストはオデッド・メナシェ。番組の名称は「包丁バトル」の意。